# Waleri Wiktorowitsch Kirijenko
Waleri Wiktorowitsch Kirijenko (russisch Валерий Викторович Кириенко; * 13. Februar 1965 in Murmansk) ist ein früherer sowjetischer und späterer russischer Biathlet.
Waleri Kirijenko startete für ZSKA Murmansk. Der Lehrer begann 1980 mit dem Biathlonsport. Sein internationales Debüt gab er Mitte der 1980er Jahre für die Sowjetunion startend bei der Junioren-Weltmeisterschaft in Egg am Etzel, dort gewann er 1985 den Titel im Sprintrennen. In dieser Zeit startete er auch erstmals im Biathlon-Weltcup. Schon in der Saison 1985/86 wurde er 30. der Gesamtwertung. Erstes Großereignis wurden die Biathlon-Weltmeisterschaften 1991 in Lahti, wo er im Einzel zum Einsatz kam und Zwölfter wurde. Nächstes Großereignis wurden die Olympischen Winterspiele 1992 von Albertville, bei denen Kirijenko als Teil des Vereinten Teams antrat. Im Sprint verpasste er als Fünftplatzierter knapp eine Einzelmedaille. im Einzel belegte er Rang elf. Mit Waleri Medwedzew, Alexander Popow und Sergei Tschepikow nahm er als Startläufer auch am dritten Wettkampf teil und gewann die Silbermedaille. Auch sehr erfolgreich verliefen die Biathlon-Weltmeisterschaften 1993 in Borowez. Er startete zu dieser Zeit für das nun unabhängige Russland. Im Sprint wurde Kirijenko Achter, mit Medwedzew, Sergei Tarassow und Tschepikow gewann er Staffelsilber hinter der italienischen Vertretung. Mit Alexei Kobelew, Sergei Loschkin und Tschepikow kam zudem eine zweite Medaille im Mannschaftswettkampf hinter Deutschland hinzu. 1994 nahm der Russe erneut an Olympischen Winterspielen teil. Bei den Wettkämpfen von Lillehammer wurde er 35. des Einzels, 16. des Sprints und mit Wladimir Dratschow, Tarassow und Tschepikow erneut Zweiter des Staffelrennens  hinter der deutschen Vertretung. Beim nicht-olympischen Mannschaftsrennen in Canmore gewann er hinter Italien mit Dratschow, Kobelew und Tarassow erneut die Silbermedaille. Nach den Spielen erreichte er in Hinton als Zweitplatzierter eines Einzels hinter Wilfried Pallhuber sein bestes Weltcup-Ergebnis. In der Gesamtwertung der Saison 1993/94 wurde Kirijenko Vierter. Bis 1996 folgten bei im Schnitt sinkenden Leistungen noch weitere Einsätze im Weltcup.
National gewann Kirijenko 1991 im Einzel den sowjetischen Titel.

## Biathlon-Weltcup-Platzierungen
Die Tabelle zeigt alle Platzierungen (je nach Austragungsjahr einschließlich Olympische Spiele und Weltmeisterschaften).
- 1.–3. Platz: Anzahl der Podiumsplatzierungen
- Top 10: Anzahl der Platzierungen unter den ersten zehn (einschließlich Podium)
- Punkteränge: Anzahl der Platzierungen innerhalb der Punkteränge (einschließlich Podium und Top 10)
- Starts: Anzahl gelaufener Rennen in der jeweiligen Disziplin
- Staffel: inklusive Mixed-Staffel

| Platzierung                                                     | Einzel | Sprint | Verfolgung | Massenstart | Team | Staffel | Gesamt |
| --------------------------------------------------------------- | ------ | ------ | ---------- | ----------- | ---- | ------- | ------ |
| 1. Platz                                                        |        |        |            |             |      |         |        |
| 2. Platz                                                        | 1      |        |            |             | 2    | 3       | 6      |
| 3. Platz                                                        | 1      | 1      |            |             |      |         | 2      |
| Top 10                                                          | 3      | 4      |            |             | 2    | 3       | 12     |
| Punkteränge                                                     | 9      | 12     |            |             | 2    | 3       | 26     |
| Starts                                                          | 16     | 19     |            |             | 2    | 3       | 40     |
| Stand: Daten nicht komplett, mit Olympischen und WM-Ergebnissen |        |        |            |             |      |         |        |